# Shenep
| N37 · N35 | Q3 · V20 |

| N37 · N35 | Q3 · V20 |

La tenue shenep est un pagne long, attribut traditionnel du costume de vizir dans l'Égypte antique.
Le vêtement du vizir tranche avec le chendjit des autres égyptiens. C'est un long pagne plissé descendant jusqu'aux pieds et fermé dans le dos par un cordon.